# 와타나베 도요히코
와타나베 도요히코(일본어: 渡辺 豊日子, 1885년 11월 3일 ~ 1970년)는 일본의 조선총독부 관료이다. 구마모토현 출신이다.

## 주요 경력
- 1912년 7월: 도쿄 제국대학 법과대학 독일법과 졸업
- 1912년 11월: 문관 고등시험 합격
- 1915년 7월: 미야기현 이사관
- 1918년 7월: 아이치현 이사관
- 1919년 12월: 조선총독부 사무관, 내무국 제1과장
- 1921년 2월: 감찰관 겸임
- 1921년 7월: 내무국 지방과장
- 1922년 5월: 식산국 농무과장 겸 토지개량과장
- 1930년 12월: 경상남도 지사
- 1933년 8월: 학무국장 (~ 1936년 5월)

## 참고 문헌
- 《만근대일본척식사(輓近大日本拓殖史》, 일본행정학회, 1934년
- 기다 주에(貴田忠衛), 《쇼와 10년판 조선인사흥신록》, 조선인사흥신록편찬부, 1935년
- 조선총독부 조선사편수회, 《조선사편수회사업개요》, 조선총독부 조선사편수회, 1938년